# Pero incompta
Pero incompta är en fjärilsart som beskrevs av W. Warren 1900. Pero incompta ingår i släktet Pero och familjen mätare. Inga underarter finns listade i Catalogue of Life.